# Violet Jessop
Violet Constance Jessop (2 tháng 10 năm 1887 - 5 tháng 5 năm 1971) là một nữ tiếp viên hàng hải người Argentina và y tá, người được biết đến vì đã sống sót sau vụ chìm tàu thảm khốc của RMS Titanic vào năm 1912 và tàu chị em của cô là HMHS Britannic vào năm 1916. Ngoài ra, cô đã ở trên tàu RMS Olympic, người lớn nhất trong ba tàu chị em, khi nó va chạm với một tàu chiến Anh, HMS Hawke, vào năm 1911.

## Tiểu sử
Sinh ngày 2 tháng 10 năm 1887, gần Bahía Blanca, Argentina, Violet Constance Jessop là con gái lớn nhất của hai người Ireland người nhập cư là William và Kinda Jessop. Cô là người đầu tiên trong số chín người con, sáu người trong số họ sống sót. Jessop đã dành phần lớn thời thơ ấu của mình để chăm sóc những đứa em của mình. Cô bị bệnh nặng khi còn nhỏ, người được cho là mắc bệnh lao, cô ấy vẫn sống sót mặc dù các bác sĩ dự đoán rằng bệnh của cô sẽ gây tử vong. Bà được mọi người mệnh danh là người phụ nữ không bao giờ chìm